# 争取社会公正运动
争取社会公正运动（英語：Movement for Social Justice，缩写为MSJ）是特立尼达和多巴哥的一个政党。该党的领袖是David Abdulah。该党的智库是争取社会公正基金会。该党是圣保罗论坛的成员。
该党成员曾作为以联合民族大会为首的“人民伙伴”联盟的候选人参加2010年特立尼达和多巴哥大选。